# Zgniatacz głowy

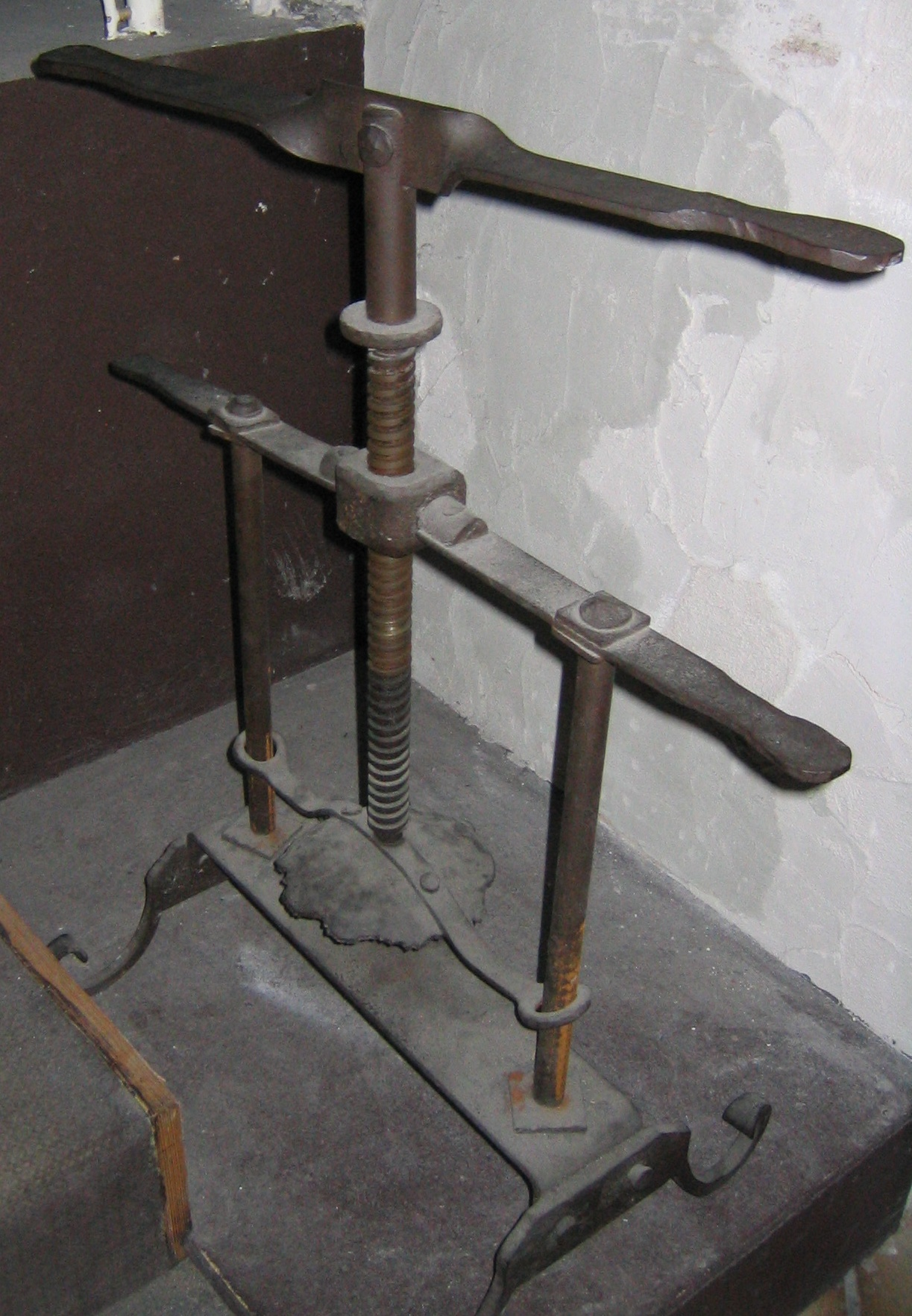

Zgniatacz głowy – narzędzie tortur, znane już w średniowieczu. Duże uznanie zdobyło w północnych Niemczech, gdzie było najczęściej stosowane. Głowę ofiary umieszczano między belką dolną a metalową czaszą, wykonaną z żelaza i zaopatrzoną w mechanizm śrubowy. Jego przykręcanie powodowało stopniowe uszkadzanie głowy. Najpierw zgniatane były szczęki i kości jarzmowe, a następnie puszka mózgowa. Z czasem instrument ten stracił znaczenie uśmiercające na rzecz środka do wydobywania zeznań. Ofiary wyrażały chęć współpracy już po kilku obrotach śruby. Popularnie zgniatacz nazywano czapką.
Uznanie katów wzbudzał też podwójny zgniatacz głowy. Urządzenie to było wzbogaconą wersją zwykłego zgniatacza głowy, używaną w razie potrzeby skonfrontowania dwóch różnych zeznań, dotyczących tych samych zdarzeń. Cała idea polegała na tym, że osoba mniej wytrzymała na ból szybciej zmieniała zeznania, niż druga – bardziej wytrwała. Instrument stosowano także w przypadkach, gdy zachodziła różnica pochodzenia stanowego między podejrzanymi. Osobę nisko urodzoną brano wówczas na męki, a szlachetnemu fundowano jedynie sam pokaz funkcjonowania narzędzia. Wynikało to z faktu, że szlachetnie urodzeni i nobilitowani (jak też kobiety w ciąży i starcy) nie mogli być poddawani torturom. Pozwalało to szlachcie na składanie zeznań bez formalnego stosowania wobec niej tortur.